# Braden Looper

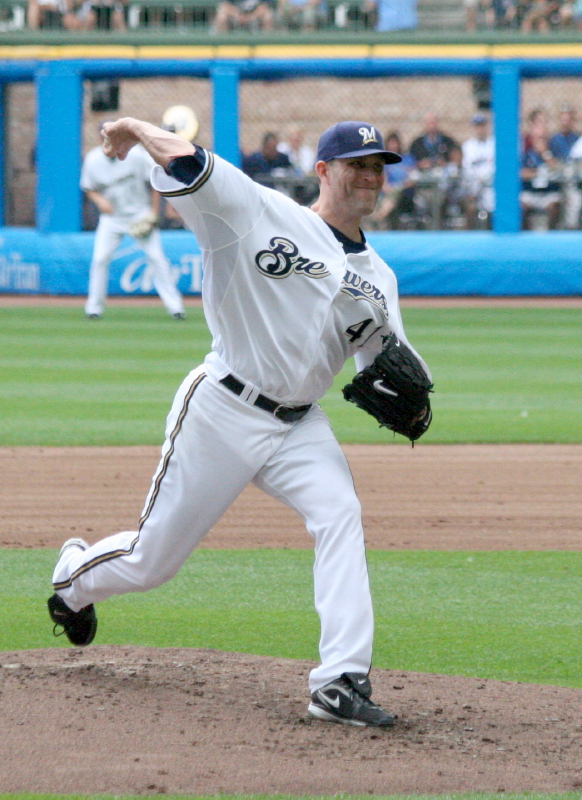
Braden Looper

Braden Looper é um jogador profissional de beisebol estadunidense.

## Carreira
Braden Looper foi campeão da World Series 2006 jogando pelo St. Louis Cardinals. Na série de partidas decisiva, sua equipe venceu o Detroit Tigers por 4 jogos a 1.